# 林小珍
林小珍（英語：June Lam，1980年2月3日—），香港新聞從業員，前無綫新聞財經組首席記者兼主播兼編輯及監製，現為《港股策略王》、《智富通》、《眾新聞》等政經時事節目之主持人。由於形象清新專業，曾被網民譽為「股壇之初戀」。

## 簡歷
林小珍早年成長於沙田大圍。在2000年畢業於沙田崇真中學，2003年畢業於香港理工大學語文及傳意學院。她在2003年年中加入無綫新聞擔任實習記者，受訓半年後於2004年初開始出任銀河衛視新聞台（無綫收費電視新聞台/無綫互動新聞台前身）主播一職，其間亦曾報道翡翠台的《新聞提要》。2006年，林小珍轉職財經組擔任記者，負責外出採訪之工作，主要負責地產及股市相關新聞；她於2007年1月29日起兼任翡翠台《香港早晨》財經主播，亦於2008年1月2日起兼任高清翡翠台（J5前身）的《11點財經及新聞報道》財經主播。林小珍多數曾主持無綫收費電視新聞台/無綫互動新聞台節目《開市第一擊》及《財經多國度》。
2011年9月8日，林小珍擔任《交易現場》主持。2016年2月24日，林小珍開始主持《智富之道》。2016年11月1日，林小珍在facebook內，提及正式辭任財經組首席記者/主播/編輯。離開工作13年的無綫電視。
2017年，林小珍加盟奇妙電視（現稱「香港開電視」），並與盧海鵬、趙海珠等主持綜藝節目《放試》。並以自由工作者身份，擔任《港股策略王》及《民眾證券》節目主持。其後於2018年任ViuTV《智富通》及《眾新聞》主持。2022年更加入財經媒體《信報》、施永青旗下《Finance 730 》、《股壇C見》及《星島日報》擔任客席主持，討論正經時事熱話，並為各類型活動及座談會司儀。
其同時為著名女性雜誌媒體《she.com》、《香港01》、《思考香港》撰寫女性、親子、理財專欄，以及分享育兒心得與金融新聞界趣事軼事。2020年6月1日，林小珍2020年6月1日晉身成 YouTuber，開設《JuneDay 六月天》頻道，提供環球及本地投資資訊。

## 重點新聞
- 2008年1月22日－1月23日，香港股市升跌波幅超過2000點，林小珍連續兩日擔任《六點半新聞報道》之財經新聞主播。她是第一位在《六點半新聞報道》出鏡的財經主播。[13]

## 軼事
- 林小珍於2008年曾與TVB攝影師譚永文結婚。 惟不足一年二人已離婚，行內盛傳譚永文曾有多段婚姻，為人極為花心，身邊女伴如輪轉，四處欺騙女記者感情，男方婚後仍死性不改，到處留情，林小珍忍受不了，忍痛離去。
- 2010年7月28日，林小珍於《香港早晨》開場準備播報天氣時，因拍擋周嘉儀一時忘記當天日期，口齒不清，並在回望林時笑了一下，致令林小珍一邊讀出天氣稿一邊明顯忍笑[14]，並有走音跡象。
- 2014年2月21日，林小珍與鄭萃雯負責《香港早晨》報道新聞期間，林在與鄭打招呼時，誤將鄭說成盤翠瑩，在即時道歉更正後，亦一邊報道天氣一邊顯著忍笑。[15]，鄭萃雯則有少許忍笑。[16]成為城中一時佳話[17]。
- 周嘉儀與林小珍兩人長期在《香港早晨》中拍檔，而且兩人亦十分合拍，猶如姊妹。但在2012年12月開始，林小珍與周嘉儀在《香港早晨》完結後毫無交流，全程黑面，在周嘉儀與許方輝的緋聞傳出後，情況更甚。而林小珍與現時已離職的鄭萃雯、盤翠瑩或張文采共同主持《香港早晨》時，在新聞完結後亦有說有笑。有網民指出，當時正值傳出周嘉儀介入許方輝婚姻，當第三者的消息；而林小珍正因第三者介入其婚姻而導致離婚，所以她不喜歡作為第三者的周嘉儀。
- 2014年年底，林小珍沒有改變繼續與周嘉儀零交流。而周嘉儀2015年3月25日離開無綫新聞部後，林小珍當晚在其Facebook留言：「今日，四方八面的朋友、家人、同事都前來恭喜我。我，都要恭喜大家。」其丈夫Jackson Ho更引用周嘉儀向觀眾道別時的說話，在相關貼文留言：「你以後每朝都有美好嘅早晨喇。」[18]

## 外部連結
- 林小珍的新浪微博
- 林小珍的Facebook專頁
- 林小珍的Instagram帳戶